# За дом спремни!
За дом спремни!, скраћено ЗДС, био је војни поздрав који је током Другог свјетског рата користио усташки покрет. Био је усташки еквивалент нацистичком поздраву Зиг хајл (њем. Sieg heil).

## Употреба у Другом свјетском рату
Током Другог свјетског рата, клерофашистичка и терористичка организација „Усташе — Хрватска револуционарна организација” владала је Независном Државом Хрватском, осовинском марионетском државом, која је настала након инвазије и распада Краљевине Југославије. Поздрав За дом — спремни одмах је уведен као нови, револуционарни поздрав, који се користио у званичној кореспонденцији и свакодневном животу. Дана 10. априла 1941. године Славко Кватерник, врховни командант Хрватског домобранства и замјеник поглавника Анте Павелића, прогласио је оснивање државе на Радио Загребу и изјаву је завршио са „Бог и Хрвати! За дом спремни!”.
Октобра 1941. године, министар образовања и културе НДХ Миле Будак издао је строга правила везана за обавезно коришћење поздрава. Јула 1941, усташки комесар за Сарајево, Јуре Францетић, издао је циркулар за државне органе о важности коришћења усташког поздрава. Британски историчар Рори Јоманс наводи да су усташке власти биле разочаране због слабог прихватања поздрава међу становништвом, чак и у областима у којима је нови режим уживао подршку. Државни званичници и штампани медији стално су се жалили на слабо коришћење новог поздрава, изрицане су пријетње санкцијама и опомене онима који нису користили поздрав. Године 1944, новине су читаоце упозоравале „у Независној Држави Хрватској постоји само један поздрав: За дом — спремни!”. Према Јомансу, усташки покрет видио је нови поздрав као „не само као питање идеолошке чистоте, него и националног поноса”. Усташки званичник Мијо Бзик бијесно је нападао све остале поздраве као стране, сервилне и ропске. Сви званични владини и војни извјештаји и документи обично су се завршавали са За дом спремни. Анте Павелић користио је поздрав на крају свих својих приватних преписки, чак и након завршетка рата, у изгнанству (1945—1956).
Као дио своје нове културе и политичке политике, влада се трудила да замијени поздрав „хало” током јављања на телефон са „спремни”. Државни извјештајни и промичбени уред (ДИПУ) желио је да процјени колико је људи користило поздрав, позивајући их насумично телефоном и снимајући да ли су одговорили са „хало” или „спремни”. Некима који нису одговорили са „спремни”, одузимани су телефони.
Током постојања НДХ поздрав је кориштен на разне начине, на примјер као „За поглавника и за дом спремни” и у облику питања и одговора „За дом?! —Спремни!”, „За кога?! —За поглавника!”. Такође је кориштен и облик „За Бога и поглавника свога — Увијек спремни!” на разним заставама НДХ.

## Савремена употреба
Поздрав је кориштен у Хрватској и Босни и Херцеговини током Рата у Хрватској и Рата у Босни и Херцеговини. Хрватске одбрамбене снаге, паравојна формација крајње десничарке Хрватске странке права, по угледу на усташке снаге и користећи њихову иконографију, користиле су га као свој званични поздрав и налази је се на њиховој ознаци припадности.
Поздрав је био званичан слоган огранке странке у Босни и Херцеговини, Хрватске странке права Босне и Херцеговине, све до априла 2012. године, када је замијењен са фразом Semper fidelis.
Хрватски пјевач Марко Перковић Томпсон користи овај поздрав на почетку своје ратне пјесме „Бојна Чавоглаве” и пјесме „Голубови бијели”. Поклич често скандирају обожаватељи на његовим концертима. У пјесми „Срце ватрено” коју изводе Неред и Запрешић бојси поздрав се коришћен у средини пјесме, али је касније замијењен покличем „У бој”.
Поклич понекад користе фудбалски навијачи у Хрватској. Године 2013, хрватски фудбалер Јосип Шимунић предводио је скандирање четири пута заједно са масом у Загребу након што је Хрватска побиједила Исланд у квалификација за Свјетско првенство 2014. године. Касније му је забрањено играње на десет утакмица и ФИФА га је казнила, што му је ускратило учешће на Свјетском првенству 2014. године. Шимунић је порекао да подржава „било који облик нетолеранције или нетрпељивости”.
Августа 2015, одређени број конзервативних и крајње десничарских јавних личности и католичко свештенство (укључујући и сисачког бискупа Владу Кошића и помоћног бискупа Загреба Валентина Позаића) потписали су петицију и отворено писмо предсједници Хрватске Колинди Грабар Китаровић и предсједник Хрватске демократске заједнице Томиславу Карамарку у којима позивају на увођење поздрава као званичног поздрава Оружаних снага Републике Хрватске. Јуна 2016. године Елвис Дуспара, католички блогер и колумниста, објавио је књига са насловом „За дом спремни” у Загребу, фокусирајући се на цензурисање поздрава тврдећи да је „овај поздрав у ДНК сваког Хрвата”. Хрватски математичар и академик, контроверзни крајње десничарски писац Јосип Печарић, објавио је књигу сличног назива „Дневник у знаку ’За дом спремни’”. Мјесне власти у Тисну одбиле су јавно представљање књиге у њеним просторијама.
У новембру 2016. године у Јасеновцу је откривена плоча посвећена припадницима ХОС-а који су погинули у ратним дејствима 1991/92, на којој се налазио амблем ХОС-а са поздравом За дом спремни. То је изазвало многе негативне реакције јер се у Јасеновцу налазио највећи усташки сабирни логор, а данас се налази спомен-подручје. Јевреји, Срби, Роми и ветеранске организације из Другог свјетског рата, као и опозиционе стране, бојкотовали су годишњу комеморација у априлу 2017. под покровитељством владе, протествујући због чињенице да Хрватска влада није уклонила натпис. Плоча је коначно уклоњена десет мјесеци касније, у септембру 2017. и премјештена је у Новску. У сличним случајевима, с обзиром на то да амблем ХОС-а садржи поздрав, њихов амблем на заставама и меморијалним мјестима промијењен је како не би био уклоњен. Амблем ХОС са поздравом је осликан на графитном муралу у Мокошици, градском округу Дубровника.
Хрватски рачунарски стручњак Филип Родик анализирао је учесталост поздрава у Фејсбук коментарима на десничарским или конзервативним страницама и Фејсбук профилима између 2012 и 2017. године. Родик је открио да од око 4,5 милиона коментара 33 хиљаде коментара је користило поздрава на афирмативни начин. Више од 10 хиљада појединаца оставило је најмање један коментар који садржи За дом спремни. Родик је такође примијетио повећање фреквенције и ширења употребе поздрава: године 2014. 1,7 хиљада појединаца употријебило је поздрав најмање једном, године 2015. тај број је био 3,4 хиљаде, док је 2016. године тај број био 4,7 хиљаде. Поздрав се некада користи у скраћеном облику „ЗДС”.